# Лаупер, Андрей Анатольевич
Лаупер Андрей Анатольевич (род. 18 марта 1973) — музыкальный продюсер, издатель, диктор радио и телевидения. Создатель Толкового словаря профессионального радийщика и издатель первой отечественной музыкальной продакшн-библиотеки "Эволюция".

## Биография
Андрей Лаупер родился 18 марта 1973 года в городе Чебоксары, Чувашской Республики. В возрасте 16 лет вел первые свои музыкальные передачи в эфире школьной радиостанции.
- 1989 — Диджей и ведущий эфира школьной радиостанции.
- 1991 — Ведущий информационных программ на городском кабельном радио.
- 1995 — Ведущий эфира и продюсер радиостанции MIX.
- 1996 — Продюсер Радио MAXIMUM, участие в организации фестивалей MAXIDROM и MAXIDANCE.
- 1998 — Продюсер Ультра Продакшн, НАШЕ Радио и Радио ULTRA, участие в организации фестиваля Нашествие.
- 2007 — Музыкальный продюсер телепроекта «СТС зажигает суперзвезду».
- 2011 — Генеральный директор Эволюция продакшн-музыка.

## Творчество
Выступая продюсером, композитором и диктором осуществил сотни проектов по звуковому  оформлению эфира радиостанций и телеканалов, среди которых Радио Maximum, Хит FM, euronews, Канал Disney, ФИНАМ FM и другие.
В 2005 году при разработке эфирной идентификации для радиостанции Сити FM  предложил использование музыкального отрезка из песни Андрея Петрова «Я шагаю по Москве».
Лаупер А.А. является членом жюри ежегодного Всероссийского конкурса «Радиоимидж», ведущим мастер-классов Фонда Независимого Радиовещания, а также обладателем премии «Золотое яблоко» (8-й Московский международный фестиваль рекламы).
Отмечен на конкурсе «Медиа-Менеджер России – 2009» за развитие музыкального продакшн-контента на радио и ТВ, и за инновационный подход к изданию авторской музыки в России.
Лауреат конкурса «Лучшая публикация о радио» 2009-2010 в номинации  «Радио как отрасль».
Публикации в изданиях: «Вместе-радио», «Звукорежиссер», «Креативный директор», «Ведомости», «МедиаПрофи» и др.

## Публикации
- Лаупер А.А., Муки Зву... Как с помощью продакшн-библиотек «одеть» радиостанцию и телеканал // Журнал «МедиаПрофи»
- Лаупер А.А., Эфирный продакшн: Великий приход // Журнал «Новости СМИ»
- Лаупер А.А., Одежда для эфира // Журнал «Звукорежиссер»
- Лаупер А.А., Звук: знакомство с брендом // Журнал «Креативный директор»
- Шум Отечества // «Ведомости»
- Всероссийские конкурсы «Радиомания» и «Премия Попова»
- Премия «Медиа-Менеджер России»